# غار کبوتر
غار کبوتر (هامپوییل) یکی از غارهای استان آذربایجان شرقی است که در 5 کیلومتری جنوب شرق شهر مراغه و در نزدیکی روستای تازه کند سفلی واقع شده‌است. در ابتدای ورودی غار میدان بزرگی وجود دارد که سقف آن لانهٔ کبوتران است. پس از تونل کم‌ارتفاعی که در سمت راست قرار دارد، میدان نسبتاً بزرگ دیگری نیز وجود دارد. در این میدان چهار حلقه چاه به عمق تقریبی ۱۰ تا ۱۲ متر وجود دارد که همهٔ آن‌ها به یک میدان بزرگ در اعماق زمین منتهی می‌شوند. در این میدان صخره‌های بزرگی دیده می‌شود که تا خردادماه به‌دلیل ریزش آب‌های زیرزمینی سطح آن‌ها لغزنده بوده و عبور از آن‌ها احتیاط زیادی را می‌طلبد. سپس این میدان بزرگ به اتاق‌های بزرگ و در نهایت به تونل‌های باریکی ختم می‌شود. در سقف اتاق‌ها صدها خفاش به‌حال آویزان دیده می‌شوند که با هماهنگی خاصی به‌طور موزون در نوسانند. رسوبات آهکی متعددی طی میلون‌ها سال تشکیل یافته و مناظر زیبایی به‌وجود آورده‌اند. تاکنون هیچ‌کس نتوانسته به انتهای این غارها دسترسی پیدا کند.